# مجید اکبری
مجید اکبری (زادهٔ ۴ آبان ۱۳۷۶ - شهرری)  فوتبالیست   . که سابقه بازی در تیم های آوالان کامیاران و نیرو زمینی تهران و صبای قم در لیگ برتر را در کارنامه خود دارد. مجید اکبری علاوه بر لیگ های ایران سابقه یک فصل حضور در لیگ جمهوری آذربایجان را نیز  در تیم قره داغ لوکباتان را دارد.

## تحصیلات
وی دارای مدرک تحصیلی فوق لیسانس تربیت بدنی(مدیریت ورزش) و مدرک بین المللی ایجنتی از  TÜV آلمان را داراست. که اکنون در حوزه مدیریت ورزش است و به عنوان ایجنت بسیاری از بازیکنان لیگ برتر ایران فعالیت دارد.

## مدیریت
مجید اکبری مالک و مدیر عامل
تیم فوتبال و باشگاه پاشاچرم ری  میباشد.